# 3. Sinfonie (Draeseke)
Die Sinfonie Nr. 3 C-Dur op. 40, die den Beinamen Symphonia Tragica trägt, gilt als  Felix Draesekes bedeutendstes Orchesterwerk. Nach mehrjähriger Arbeit vollendete der Komponist die Sinfonie im Dezember 1886. Die Uraufführung am 13. Februar 1888 fand unter Leitung von Ernst von Schuch in Draesekes Heimatstadt Dresden statt und war umjubelt. Der damalige Geschmack des Publikums war geprägt von Brahms und Bruckner.
Berühmte Dirigenten, die sich für das Werk einsetzten, waren unter anderem Jean Louis Nicodé, Arthur Nikisch und Hans Pfitzner.
Draeseke geriet wie viele Komponisten nach seinem Tod in Vergessenheit. Zu seiner Wiederentdeckung trug maßgeblich das auf Ersteinspielungen spezialisierte Klassiklabel cpo bei: es ließ 1998 seine dritte Sinfonie und den Trauermarsch, seine zweite Sinfonie und die Serenade op. 49 sowie 2002 die erste und die vierte Sinfonie und die Gudrun-Ouvertüre einspielen.

## Sätze
- Andante - Allegro risoluto (C-Dur)
- Grave: Adagio ma non troppo (a-Moll)
- Scherzo: Allegro molto vivace (C-Dur)
- Finale: Allegro con brio (c-Moll)

Spieldauer: ca. 50 Minuten
Draesekes Symphonia tragica ist in zyklischer Form komponiert und wird durch die tonartlich anfangs unbestimmte Einleitung des ersten Satzes, die die Grundlage für das thematische Material aller vier Sätze bildet, motivisch zusammengehalten. Das Werk ist in seiner dramaturgischen Konzeption ganz auf das Finale hin entworfen. Bewegten sich die ersten drei Sätze noch mehr oder weniger in traditionellen Formen, so ist dieser Satz (mit 826 Takten eines der umfangreichsten sinfonischen Finali überhaupt) in der Art einer sinfonischen Dichtung frei durchkomponiert.
Die Sinfonie ist kein programmmusikalisches Werk, dennoch weist ihr Titel auf eine außermusikalische Inspiration hin. Draeseke setzte hier eine Tragödie in Musik, die die düstere Einleitung zunächst durch einen kraftvoll-optimistischen Sonatenhauptsatz zu überwinden sucht und über einen klagenden langsamen Satz und ein Draesekes hintergründigen Humor aufzeigendes Scherzo ins kämpferische Finale führt, in dem die Einleitung des Kopfsatzes zum Schluss gesteigert wiederkehrt, bevor das Werk in C-Dur verlischt.
Von der Wirkung des Werkes auf die Zeitgenossen lieferte der Komponist Richard Wetz im Jahre 1898 ein Zeugnis: „Diese Symphonie ist das Gegenstück zur fünften von Beethoven. In beiden ein energisches Ringen mit finsteren Gewalten, ein Sichauflehnen gegen dunkle Mächte. Bei Beethoven Sieg - hier Untergang, vergebliches Ringen, heißestes Sehnen, mutiges Emporraffen, ohne Sieg. Die Wirkung der Symphonie ist eine echt tragische. Das Tragische, das in ihr zum Ausdruck kommt, ist die Tragödie des Menschen, der mit seinem Schicksal ringt, und zuletzt wie am Anfang steht, wehmütig, schmerzvoll, resigniert, gefasst, aber nicht mehr zur Freude geschaffen. Mir klang's aus der Symphonie, als ob jemand sein verfehltes Leben erzählte. Wie eine Ironie kommt mir der Name Felix bei Draeseke vor. Felix - und diese Symphonie!“

## Hörbeispiele
- Andante - Allegro risoluto (RAM; 0 kB)
- Grave: Adagio ma non troppo (RAM; 0 kB)
- Scherzo: Allegro molto vivace (RAM; 0 kB)
- Finale: Allegro con brio (RAM; 0 kB)

Hinweis: Die obige Aufnahme wurde von der Internationalen Draeseke-Gesellschaft (IDG) frei im Internet zugänglich gemacht. Es handelt sich hierbei um eine historische Aufzeichnung von 1942 mit dem Deutschen Symphonie-Orchester Berlin (1956 umbenannt in 'Radio-Sinfonie-Orchester Berlin'). Der Dirigent der Aufnahme, Heinz Drewes, kürzte im Finale das zentrale Fugato (Tt. 357–379). Durch Produktionsfehler gingen im ersten und vierten Satz jeweils die Anfangstakte verloren.